# Graham megye (Arizona)
Graham megye az Amerikai Egyesült Államokban, azon belül Arizona államban található. Megyeszékhelye és legnagyobb városa Safford. Lakosainak száma 38 533 fő (2020. április 1.). Graham megye Navajo, Cochise, Apache, Greenlee, Gila, Pinal és Pima megyékkel határos.

## Népesség
A megye népességének változása:
| Lakosok száma | 36 804 | 37 002 | 37 026 | 37 482 | 37 666 | 38 533 |
|               | 2010   | 2011   | 2012   | 2013   | 2015   | 2020   |